# بيت عقول
بيت عقول قرية صغيرة تتبع ناحية حمام واصل في منطقة بانياس التابعة لمحافظة طرطوس.